# Otakar Frank
Otakar Frank (* 8. ledna 1977) je český přírodovědec.
Vystudoval geochemii na Přírodovědecké fakultě UK v Praze. Pobýval na vědeckých stážích na Univerzitě v Utrechtu a Ústavu vysokoteplotních procesů v Patrasu.
Od roku 2010 působí jako vědecký asistent v Ústavu fyzikální chemie J. Heyrovského Akademie věd ČR. Zaměřuje se na výzkum uhlíkatých nanomateriálů a materiálů pro uchování a konverzi energie. Je nositelem Neuron Impulsu za rok 2016 za fyziku.